# أمجد الحارثي
أمجد الحارثي هو لاعب كرة قدم عماني في مركز الدفاع، ولد في 1994 في مسقط في سلطنة عمان. شارك مع منتخب عمان لكرة القدم. أما مع النوادي، فقد لعب مع نادي السيب.

## وصلات خارجية
- أمجد الحارثي على موقع قاعدة بيانات كرة القدم.إي يو (الإنجليزية)
- أمجد الحارثي على موقع ناشيونال فوتبول تيمز (الإنجليزية)
- أمجد الحارثي على موقع Soccerway.com (الإنجليزية)
- أمجد الحارثي على موقع GSA (الإنجليزية)